# Český strakatý pes
Český strakatý pes (anglicky: Bohemian Spotted Dog) nebo dříve Horákův laboratorní pes označovaný běžně jako strakáč, je středně velké, společenské plemeno psa, pocházející z České republiky. Plemeno není uznáno mezinárodní kynologickou organizací FCI. V současné době je stále málo početné, přesto se chovatelská základna postupně rozšiřuje.

## Původ a historie
Plemeno českého strakatého psa vzniklo v 50. letech 20. století ve fyziologickém ústavu ČSAV v Praze. Jeho tvůrcem byl kynolog František Horák, odtud pochází i jeho původní název „Horákův laboratorní pes“. Šlechtění bylo započato spářením vlkošedé feny Rigy vážící 25 kg a tříbarevného psa Míši vážícího 10 kg  Oba tito psi byli kříženci neznámého původu, kteří se tehdy nacházeli v majetku ústavu. V prvním vrhu 4. dubna 1954 porodila Riga 9 štěňat, ze kterých byla pro další šlechtění vybrána dvě (Míša 1 a Dáša 6), nesoucí již tříbarevné zbarvení s bílými tečkovanými plochami. Vlohy pro hnědé zbarvení srsti byly do chovu přidány přikřížením německého krátkosrstého ohaře. Byly podniknuty i další pokusy o zlepšení vlastností plemene křížením s ovčákem, bullterierem a pointrem, ale jejich potomci do chovu nakonec nezasáhli. Standard plemene byl schválen roku 1960 a současně bylo plemeno zaneseno do knihy Československého svazu chovatelů drobného zvířectva jako Horákův laboratorní pes. V tu dobu nebylo plemeno veřejnosti prakticky vůbec známé, neboť psi sloužili výhradně potřebám ústavu, První veřejné představení proběhlo až 27. srpna 1961 na Celostátní výstavě služebních plemen psů v Praze.

### Český strakáč jako laboratorní pes
Plemeno vzniklo za účelem lékařského a genetického výzkumu. Jedním z hlavních cílů bylo studium epilepsie, zejména mechanismů vyvolání záchvatu. Druhým těžištěm práce ve výzkumném ústavu bylo sledování dědičnosti chybění zubů. Tento pes byl také prvním tvorem, na němž byla v Československu ověřena transplantace ledviny. Z genetického hlediska byla také sledována dědičnost založení strakatého zbarvení. Odpovídající pozůstatky těchto výzkumů, tj. občasný výskyt jedinců trpících epilepsií či chudozubostí, lze do jisté míry vysledovat i v dnešní generaci českých strakatých psů.

### Rozšíření plemene mezi veřejnost
Od roku 1981 je plemeno zaneseno i v evidenci Českého svazu chovatelů, což umožnilo jeho chov i mimo ČSAV. Předání z ústavní půdy do rukou chovatelské veřejnosti se však dočkalo jen několik málo z celkového počtu cca 40 psů. Od tohoto období se začíná používat název plemene „český strakatý pes“, který navrhl sám František Horák. První vrh mimo ČSAV se datuje k 10. 9. 1981, další vývoj ale nepokračoval příliš úspěšně. Mezi veřejností byl o plemeno malý zájem, což způsobilo téměř jeho vymření. Novou vlnu zájmu přinesl počátek 90. let 20. století. V té době se však podařilo dohledat jen šest čistokrevných psů s průkazem původu. Byli to černožlutobílý krátkosrstý Car Voděradský háj, narozený 1986, tři sourozenci hnědožlutobílý dlouhosrstý Artis z Nadějného chovu, hnědožlutobílá krátkosrstá Adéla z Nadějného chovu a černožlutobílý dlouhosrstý Aran z Nadějného chovu (1987), dále černožlutobílá krátkosrstá fena Dejsi Voděradský háj (1986) a černožlutobílý krátkosrstý Argo Stříbřecký rybník (1989). Další jeden pes a tři feny byli buď čistokrevní, ale bez dokumentace, nebo zcela neznámého původu. Prvním vrhem, kterým byla započata obnova plemene byl 10. 3. 1993 vrh A Prosmycký dvůr.

## Vzhled
Český strakatý pes je středně velké plemeno. Psi dosahují výšky v kohoutku 45–53 cm, feny 43–51 cm, délka trupu tvoří 110–120% výšky kohoutku. Stavba těla je harmonická a nepříliš těžká, mírně obdélníkového rámce s klopenýma ušima. Vyskytuje se jak krátká, tak dlouhá varianta srsti. Krátká srst je patrová s podsadou a po celém těle přilehlá. Dlouhá srst, též s podsadou, je splývající a pouze mírně zvlněná.

### Zbarvení
Srst je vždy tříbarevná, a to ve dvou rovnocenných typech zbarvení, černožlutobílém a hnědožlutobílém. Poměr mezi tmavou (černou či hnědou) a bílou částí těla je 1:1, přičemž základní barva je tmavá se žlutými znaky. Bílá pole jsou tečkovaná v oblasti žluté barvy žlutě a v oblasti tmavé barvy tmavě. Tečkování je výrazně jednotlivé a nemá vytvářet dojem melírovaného zbarvení.

## Povaha
Povaha českého strakatého psa je přátelská, neprojevuje sklony k dominanci, což je dáno původním účelem, za kterým byl šlechtěn. Jako laboratorní pes se měl dobře snášet jak s lidmi, tak s ostatními psy ve smečce. Pokud je přivykán od mládí, bude se dobře snášet i s jinými domácími zvířaty. Český strakatý pes je velmi společenský a se svým majitelem si vytváří silné pouto. I přes svou nízkou míru agresivity je dobrým a spolehlivým hlídačem, který vetřelce označí štěkotem, aniž by ho napadl. Je aktivní a vytrvalý, miluje pohyb, při kterém je velmi temperamentní a neúnavný. Vyniká v agility a dalších kynologických sportech, díky přátelské a přístupné povaze nachází uplatnění i v canisterapii. Celkově je toto plemeno nenáročné na chov a díky své přizpůsobivosti vhodné i do bytu.

## Galerie

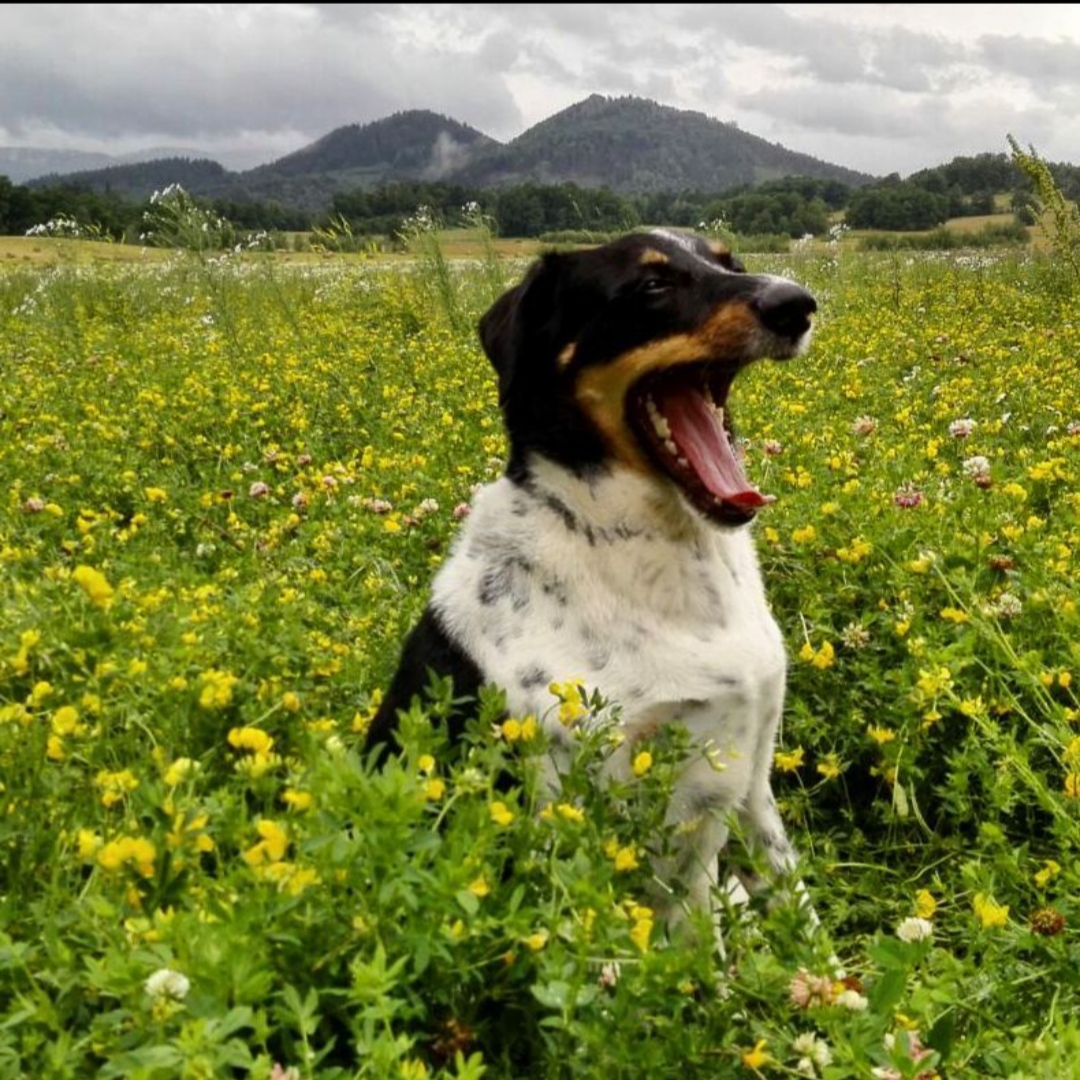
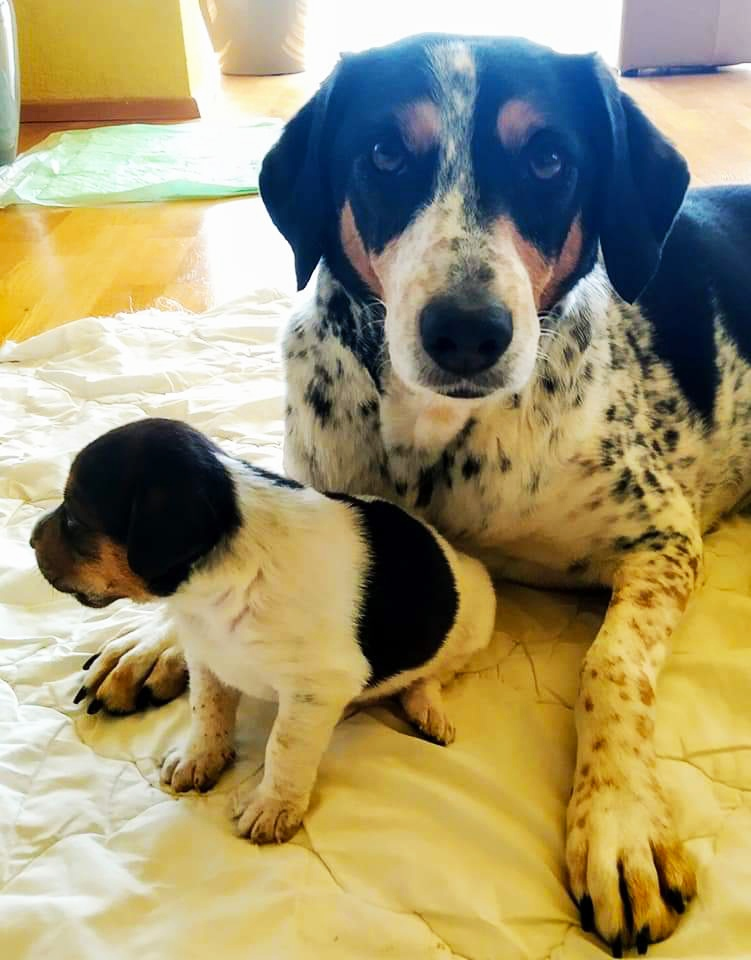
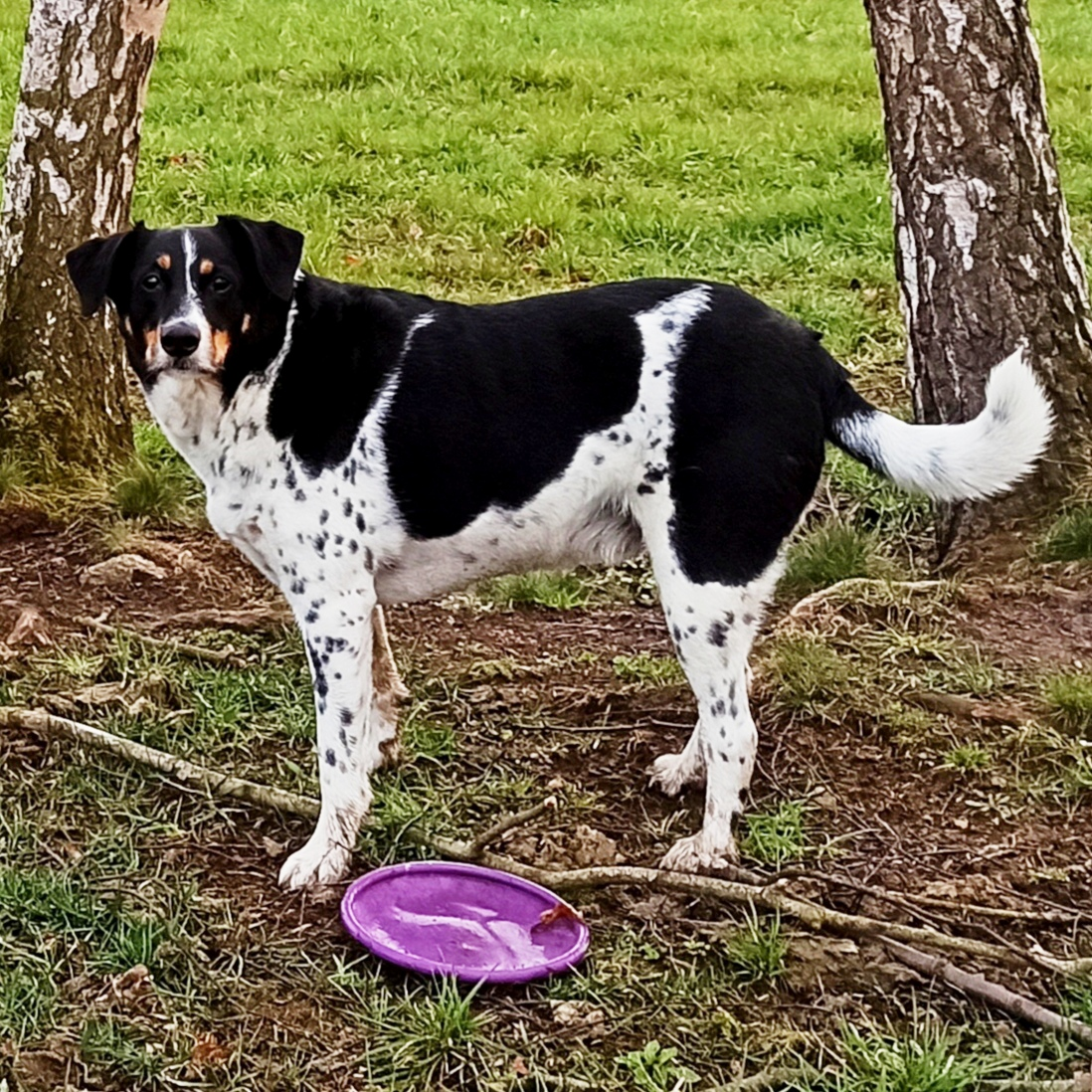
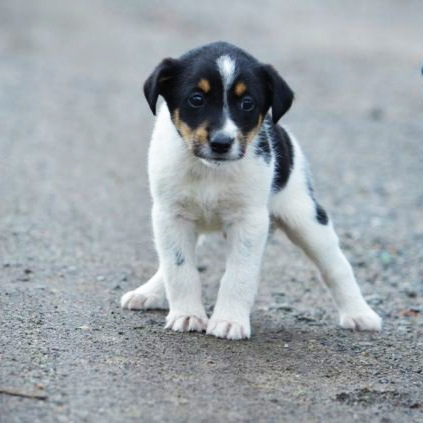
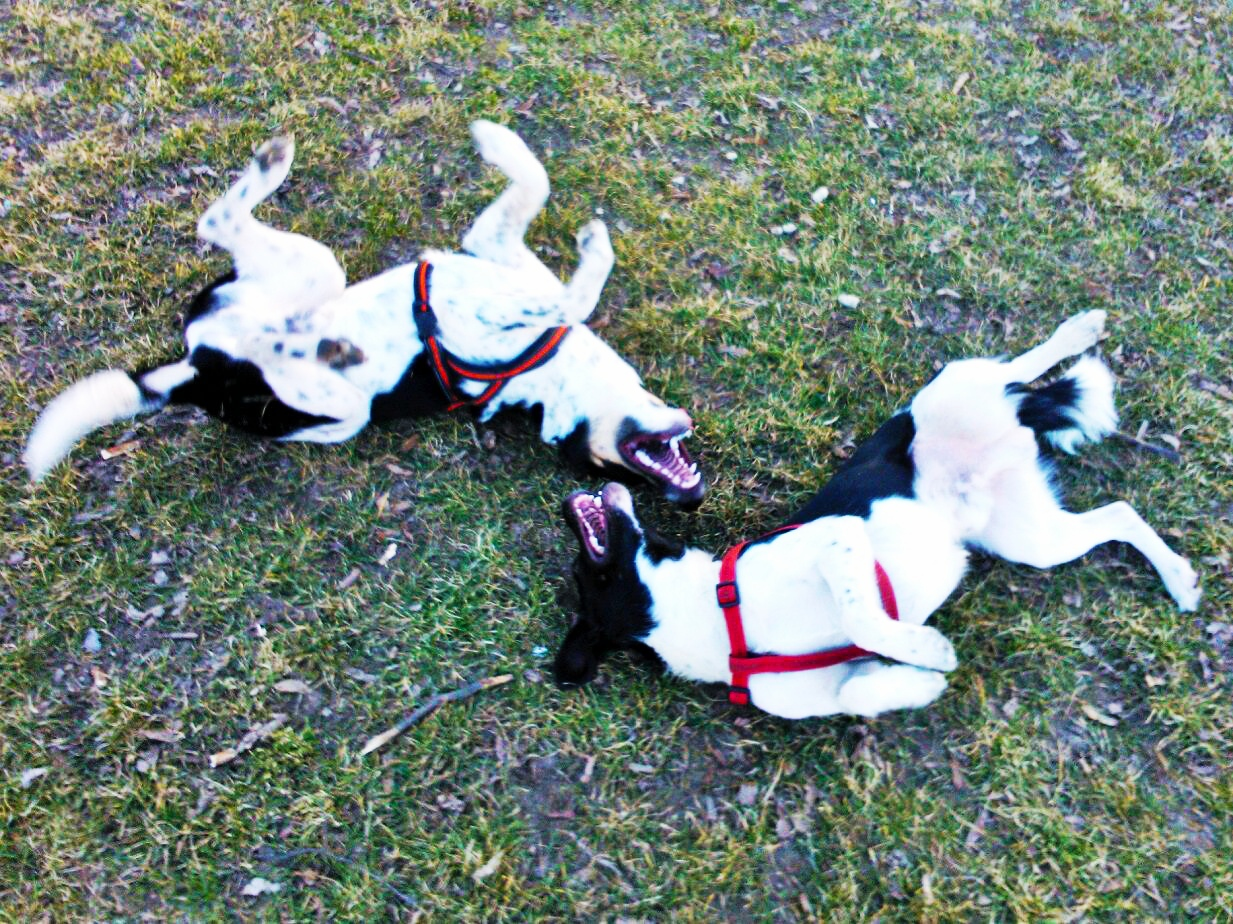